# Anokracie
Anokracie (spojení slov anarchie a autokracie) je označení pro politické zřízení, které je formálně demokratické, ale účast občanů na veřejném životě není dostatečně umožněna. Přitom nejde ještě o čistou autokracii (diktaturu), ale mezistupeň mezi demokracií a diktaturou. Na rozdíl od anarchie, jejímž ideálem je svoboda pro každého, v anokracii mají svobodu jen ti nejsilnější. Od diktatury se zase anokracie liší absencí centrální moci. Charakteristická je vysoká míra korupce, slabý veřejný sektor a mizivá vymahatelnost práva. Státní moc tvrdě potlačuje opozici, kdežto organizovaný zločin často nechává bez povšimnutí. Největší vliv na politické rozhodování mají různé zájmové skupiny.
Jako anokracie bývají označovány například Turecko, Thajsko, Venezuela, Rusko, Ukrajina a mnohé africké státy.
Ve fázi anokracie mohou být i USA.